# Lega Nazionale delle Cooperative e Mutue
La Lega Nazionale delle Cooperative e Mutue, meglio conosciuta come Legacoop (precedentemente anche come Lega delle Cooperative) è la più antica e una delle principali associazioni di tutela e rappresentanza delle cooperative italiane. Riunisce, infatti, oltre 10.000 imprese cooperative, attive in tutte le regioni italiane e in tutti i settori, che complessivamente contano oltre 7.400.000 socie e soci.
Riconosciuta come persona giuridica dalla normativa vigente, a termini statutari possono aderirvi le cooperative, le mutue, i loro consorzi e le società costituite per il conseguimento dei loro scopi. In particolare, storicamente rappresenta il mondo delle cooperative vicine alla sinistra.
È organizzata in Associazioni di settore e in Rappresentanze Regionali e territoriali. Esercita sugli enti cooperativi a essa aderenti le funzioni di vigilanza e di revisione conferitele dalle leggi vigenti.

## Storia
Il primo congresso dei cooperatori italiani ebbe luogo a Milano nel 1886, su stimolo della Società di mutuo soccorso Archimede di Milano, che decise di radunare tutti i cooperatori italiani. I 100 delegati, in rappresentanza di 248 società e di 70.000 soci, si riunirono dal 10 al 13 ottobre per dare vita a una struttura organizzativa che assicurasse lo sviluppo e il coordinamento di un movimento cooperativo assai variegato. Nacque così la Federazione nazionale delle cooperative e venne decisa la pubblicazione, dal 1º gennaio 1887, del suo organo ufficiale di stampa La cooperazione italiana. La Federazione viene successivamente rinominata Lega delle Cooperative durante il 5º congresso, tenutosi a Sampierdarena nel 1893.
Nel 1919 ci fu la separazione con la componente di ispirazione cattolica, che fondò la Confederazione delle Cooperative Italiane e a partire da quel momento la Lega delle Cooperative consolidò il proprio rapporto con la sinistra. Con l'ascesa e la successiva presa del potere da parte del Fascismo, però, ci fu il tentativo di piegare la cooperazione ad un modello economico corporativo, con la devastazione di molte cooperative e infine nel 1925 lo scioglimento della Lega. Nel 1945, dopo la seconda guerra mondiale e la caduta della dittatura fascista la Lega venne ricostituita e il valore sociale della cooperazione riprese nuovo slancio e trovò piena cittadinanza nella Costituzione Repubblicana, la quale così recita all'articolo 45: "La Repubblica riconosce la funzione sociale della cooperazione a carattere di mutualità e senza fini di speculazione privata. La legge ne promuove e favorisce l'incremento con i mezzi più idonei e ne assicura, con gli opportuni controlli, il carattere e le finalità".
Nei decenni successivi al dopoguerra la cooperazione riuscì a consolidarsi e a crescere, diventando una presenza diffusa su tutto il territorio nazionale. La strategia del PCI individua nella cooperazione un elemento di rottura del sistema capitalista, nella misura in cui essa partecipa alle lotte politiche delle masse lavoratrici. Nasce da qui la politica della "cinghia di trasmissione" garantita dai dirigenti delle cooperative, in gran parte attivi durante la Resistenza tra le file dei partigiani. E così sarà fino all’inizio degli anni ’70. Sarà con la presidenza di Vincenzo Galetti (1974-1977) che, pur mantenendo l’organicità della Lega alla sinistra, viene superato il tradizionale ruolo di sussidiarietà.
Nel 1987 la Lega delle Cooperative celebrava il centenario della sua fondazione, ma negli anni immediatamente successivi l'intero modello sarebbe stato messo a dura prova dagli sconvolgimenti politici avviati dalla caduta del Muro di Berlino. Inoltre la tempesta giudiziaria e politica, che investì la società italiana con l'avvio di Tangentopoli e la caduta dei partiti politici tradizionali, non mancò di ripercuotersi all'interno dell'universo cooperativo, travolto anche da campagne denigratorie che intendevano coinvolgere il movimento cooperativo e i partiti di sinistra. Per rispondere a queste situazioni, ma anche all'entrata in pieno vigore del Mercato Comune Europeo, all'inizio degli anni Novanta si susseguì un periodo di grande riorganizzazione per la cooperazione. Prima con la Legge di riforma n. 59/92, che introdusse la figura del socio sovventore, le azioni di partecipazione cooperativa, la nuova disciplina sui diritti di informazione ai soci e la creazione di fondi mutualistici per la promozione e lo sviluppo della cooperazione (Legacoop a questo fine fonderà Coopfond). Poi con le innovazioni introdotte dalla stessa Legacoop negli stessi anni, come la propria Carta dei Valori (che si rifà alla "Dichiarazione di identità cooperativa” approvata nel 1995 dal 31º Congresso dell’Alleanza Cooperativa Internazionale, di cui Legacoop fa parte), il Codice Quadro e il Bilancio Sociale Cooperativo, della cui diffusione fu iniziata anche la promozione tra le cooperative associate.
Nel nuovo millennio l'associazione, nel frattempo rinominata nel 1997 in Legacoop, ha concentrato sempre di più la propria attenzione sugli aspetti legati all'innovazione, alla sostenibilità e alle pari opportunità, con l'obiettivo di sostenere uno sviluppo economico che metta al centro le persone, l'ambiente e i territori.

## Organizzazione
Legacoop riunisce oltre 10.000 imprese cooperative, attive in tutte le regioni d'Italia e in tutti i settori. Tali cooperative contano complessivamente oltre 450.000 dipendenti e 7.400.000 socie e soci, per un valore della produzione superiore a 86 miliardi di euro.
Il Congresso nazionale è l'organo sovrano di Legacoop ed elegge la Direzione, la quale a sua volta nomina il presidente, che rappresenta e coordina le attività dell'associazione dagli uffici centrali di Roma. Dal 4 marzo 2023, il presidente di Legacoop è Simone Gamberini.
A Bruxelles, invece, ha sede l’Ufficio Politiche europee, relazioni con l’UE e PNRR, che cura l’agenda cooperativa italiana a livello europeo. Mentre in tutta Italia sono presenti e attive rappresentanze regionali e territoriali.
L'attività di Legacoop è inoltre strutturata anche attraverso Associazioni di settore, che organizzano le cooperative in relazione ai diversi ambiti di attività: Associazione nazionale cooperative consumatori (ANCC Coop), Associazione nazionale cooperative fra dettaglianti (ANCD Conad), Culturmedia (Cultura, turismo e comunicazione), Federazione Italiana della Mutualità Integrativa Volontaria (FIMIV), Legacoop Agroalimentare, Legacoop Abitanti, Legacoop Produzione e Servizi, Legacoopsociali e Sanicoop.
Infine lo sviluppo delle imprese aderenti è sostenuto anche attraverso specifiche Strutture di supporto allo sviluppo: Coopfond (fondo mutualistico di Legacoop), CCFS (Consorzio Cooperativo Finanziario per lo Sviluppo), il fondo Cooperazione Finanza Impresa (CFI), Cooperfidi, l’hub di innovazione Fondazione Pico, Foncoop, 4FORM, la Federazione Italiana della Mutualità Integrativa Volontaria (FIMIV) e il fondo pensione Previdenza Cooperativa.
Legacoop aderisce a diverse reti nazionali, europee e internazionali. In particolare è tra le realtà fondatrici dell’Alleanza cooperativa internazionale (ICA), che oggi riunisce oltre 300 organizzazioni cooperative di oltre 130 paesi del mondo. Inoltre, insieme a Confcooperative e Agci, ha dato vita nel 2011 all'Alleanza delle Cooperative Italiane.
Dal 2016 Legacoop organizza la Biennale dell'Economia Cooperativa: il principale evento di confronto e dibattito pubblico sulla cooperazione in Italia, con la partecipazione di rappresentanti nazionali e internazionali delle istituzioni e della politica, economisti, esponenti della cultura, dell'informazione e del mondo accademico.

## Presidenti[32]
| 1  | Ritratto di Francesco Viganò   | Francesco Viganò   | 1886 - 1887 |
| 2  |                                | Antonio Maffi      | 1887 - 1912 |
| 3  |                                | Antonio Vergnanini | 1912 - 1925 |
| 4  | Ritratto di Emilio Canevari    | Emilio Canevari    | 1945 - 1947 |
| 5  | Ritratto di Giulio Cerreti     | Giulio Cerreti     | 1947 - 1963 |
| 6  |                                | Silvio Paolicchi   | 1963 - 1965 |
| 7  | Ritratto di Silvio Miana       | Silvio Miana       | 1965 - 1974 |
| 8  |                                | Vincenzo Galetti   | 1974 - 1977 |
| 9  | Ritratto di Valdo Magnani      | Valdo Magnani      | 1977 - 1979 |
| 10 |                                | Onelio Prandini    | 1979 - 1987 |
| 11 | Ritratto di Lanfranco Turci    | Lanfranco Turci    | 1987 - 1992 |
| 12 | Ritratto di Giancarlo Pasquini | Giancarlo Pasquini | 1992 - 1996 |
| 13 | Ritratto di Ivano Barberini    | Ivano Barberini    | 1996 - 2002 |
| 14 | Ritratto di Giuliano Poletti   | Giuliano Poletti   | 2002 - 2014 |
| 15 | Foto di Mauro Lusetti          | Mauro Lusetti      | 2014 - 2023 |
| 16 | Foto di Simone Gamberini       | Simone Gamberini   | dal 2023    |